# Gräberfeld von Årby
Das Gräberfeld von Årby (schwedisch Årby gravfält) liegt in der Hallstahammars kommun, westlich von Västerås in der schwedischen Provinz Västmanlands län und der historischen Provinz Västmanland.  
Auf dem etwa 150 × 60 m messenden Gräberfeld befinden sich etwa 47 vorzeitliche Anlagen. Darunter sind drei Grabhügel, 35 Steinsetzungen, (25 runde, acht quadratische, eine dreieckige), sechs Bautasteine (fünf umgefallen) sowie zwei Domarringe (deutsch „Richterringe“) und zwei Schiffssetzungen (schwedisch Skeppssättning), darunter eine 1967 restaurierte, etwa 18 m lange und 5 Meter breite Schiffssetzung. Einer der Grabhügel ist zwei Meter hoch und hat einen Durchmesser von 18 Metern.